# جبل سواخ (كعيدنة)

تعديل مصدري - تعديل

جبل سواخ هي إحدى قرى عزلة سواخ بمديرية كعيدنة التابعة لمحافظة حجة، بلغ تعداد سكانها 101 نسمة حسب تعداد اليمن لعام 2004.